# السفن الطويلة (رواية)
السفن الطويلة (سويدي: Röde Orm) رواية للمؤلف السويدي فرانس جنر بنجتسون طبعت أول مرة عام 1941 م، ترجمت إلى أكثر من 22 لغة: الأفريكانية، الكرواتية، التشيكية، الدنماركية، الهولندية، الإنجليزية، الإستونية، الفاروية، الفنلندية، الفرنسية، الألمانية، الهنغارية، الآيسلندية، الإيطالية، اليابانية، اللاتفية، اللتوانية، النرويجية، البولندية، الرومانية، الروسية، السلوفينية، الفيتنامية.

## خلفية القصة
تدور القصة حول الفايكنج، أو غزاة الشمال الذين عاشوا في القرن 12. وما قبله في بحار الشمال قرابة سواحل فنلندا، والدول الإسكندنافية. والصراع بين بعض رجال الفايكنج، وبين الزعيم المسلم الحاجب خليفة قرطبة المنصور بن أبي عامر، فقد قرر «روولف» بحار الفايكنج السفر مع رجاله إلى مراكش من أجل العثور على جرس من الذهب. هذا الجرس له أهمية كبيرة فهو من كنوز الفايكنج التي وصلت عن طريق القراصنة إلى الساحل المغربي، أما القائد المغربي فإنه يود الاحتفاظ بالجرس، لأن القراصنة أودعوه إليه كأمانة وليس من حقه أن يسلمهم له. ومن هنا يبدأ الخلاف الحاد بين االطرفين، فرجال الفايكنج يرون أنهم أصحاب الجرس الذهبي فهو يحمل معاني مقدسة لديهم، وهم الذين لهم الحق في إعادته، أما الزعيم «المنصور» فإنه يرى أن الفايكنج يجب أن يستردوا الأمانة من القراصنة لتكون فرصة للانتقام مما ارتكبوه.
إنه منطق مختلف متناقض بين الرجلين الذين ينتمي كل منهما إلى حضارة مختلفة، لذا تبدأ المواجهة بين المسلمين والفايكنج. تنتهي بأن يقبض المغاربة على الفايكنج ويقرر «المنصور» أن يبحث عن الجرس الذي لم يكن يعرف بالفعل مكانه، وفي الطريق إلى مكانه يستمع المنصور إلى حكايات متعددة عن أهمية وقدسية هذا الجرس في حياة الفايكنج، ويخبره المستشار أن القراصنة قوم لا أخلاق لهم، وأنهم لصوص بحار لا أكثر، ولذا فعليه أن يخلف وعده معهم، يردد «المنصور» : المسلم لا يخلف وعداً قطعه على نفسه. وأمام الحيرة التي وجد فيها نفسه، فإنه يقرر الإبقاء على «روولف»، ورجاله كأسرى في سجونه حتى يأتي القراصنة، لكن مستشاره يخبره، أنه منذ البداية لا يجب مصافحة الخارجين على القانون، ويجب عدم وضع المواثيق معهم.
ويتذكر المنصور أنه فعل ذلك لأنه تعامل مع القراصنة كتجار، وأنه لم يكتشف حقيقتهم إلا بعد أن تركوا الجرس وغادروا إلى البحر مرة أخرى.
وبالفعل، فعندما يعود القراصنة يجدون أن الزعيم المغربي قد تغير، ويطالبهم بإعادة الجرس المقدس المسروق إلى أصحابه، وعندما يرفض القراصنة، يأمر بإطلاق سراح رجال الفايكنج، وتدور مواجهة يشترك فيها «المنصور» ورجاله من أجل الوقوف إلى جانب أصحاب الحق.
وعندما يسترد «روولف» ورجاله جرسهم المقدس، ويهزم القراصنة يردد زعيم الفايكنج: لقد جئنا إلى بلادكم ولدينا مفهوم أنكم تناصرون القراصنة.. لكننا الآن فهمنا معنى الاحتفاظ بكلمة شرف.